# Acanthophyllum heratense
Acanthophyllum heratense är en nejlikväxtart som beskrevs av Schiman-czeika. Acanthophyllum heratense ingår i släktet Acanthophyllum och familjen nejlikväxter. Inga underarter finns listade i Catalogue of Life.